# 吉岡範策
吉岡 範策（よしおか はんさく、1869年5月8日（明治2年3月27日） - 1930年（昭和5年）3月19日）は、日本の海軍軍人。海軍中将。

## 経歴
1869年（明治2年）5月、肥後国（現・熊本県宇城市小川地区）に、肥後藩士の長男として生まれる。済々黌卒業。1891年（明治24年）海軍兵学校18期を卒業し、海軍少尉となる。日清戦争では防護巡洋艦「浪速」の分隊士として東郷平八郎艦長の下に従軍。「富士」回航委員などを経て、1901年（明治34年）海軍大学校2期を卒業。1904年（明治37年）海軍少佐となり、日露戦争では、第2艦隊旗艦「出雲」の砲術長として日本海海戦に参戦した。1912年（大正元年）大喪儀海軍事務委員、海軍演習審判官となる。
「橋立」艦長を経て、1914年（大正3年）8月23日に「浅間」艦長に補される。この日は日本がドイツへ宣戦布告した日であり、吉岡は第一次世界大戦に出征する。当初は山屋他人率いる第1南遣枝隊に属してシュペー率いるドイツ艦隊の捜索にあたり、また南洋群島の占領作戦に従事した。次いで森山慶三郎率いる遣米枝隊に属して南米から北米にかけての通商保護にあたる。しかしメキシコ沖で、海図に記載のない暗礁により座礁事故が起きた。
1915年（大正4年）12月に「筑波」艦長となる。同艦は翌年実施された観艦式において大正天皇のお召艦となった。「金剛」艦長を経て、1917年（大正6年）海軍少将に昇進し、教育本部第2部長となる。1919年（大正8年）第1艦隊参謀長、1920年（大正9年）連合艦隊参謀長を経て、1921年（大正10年）海軍中将、海軍砲術学校長となり、1923年（大正12年）将官会議議員などを歴任し、1924年（大正13年）予備役となる。
海軍中将正四位勲二等功四級。砲術の神様とも呼ばれた。1930年（昭和5年）死去。戒名は誠忠院殿篤翁適中大居士、墓は熊本県宇城市小川町蓮仏にある。

## 栄典・授章・授賞
位階
- 1894年（明治27年）5月11日 - 正八位[4]
- 1898年（明治31年）3月21日 - 正七位[5]
- 1903年（明治36年）5月20日 - 従六位[6]
- 1907年（明治40年）11月30日 - 正六位[7]
- 1912年（明治45年）2月10日 - 従五位[8]
- 1917年（大正6年）2月28日 - 正五位[9]
- 1921年（大正10年）12月28日 - 従四位[10]
- 1924年（大正13年）3月24日 - 正四位[11]

勲章等
- 1895年（明治28年）11月18日 - 勲六等単光旭日章[12]・明治二十七八年従軍記章[13]
- 1901年（明治34年）12月28日 - 勲五等双光旭日章[14]
- 1902年（明治35年）5月10日 - 明治三十三年従軍記章[15]
- 1906年（明治39年）4月1日 - 功四級金鵄勲章・勲四等旭日小綬章・明治三十七八年従軍記章[16]
- 1913年（大正2年）11月28日 - 勲三等瑞宝章[17]
- 1915年（大正4年）11月7日 - 旭日中綬章・大正三四年従軍記章[18]
- 1920年（大正9年）
  - 6月25日 - 勲二等瑞宝章[19]
  - 11月1日 - 旭日重光章・大正三年乃至九年戦役従軍記章[20]
- 1921年（大正10年）7月1日 - 第一回国勢調査記念章[21]

## 親族
- 吉岡忠衛（父親。初代小川町長、熊本県下益城郡）
- 吉岡範武（長男。外交官、カンボジア大使、ヴァチカン大使）
- 原範行[22]（長男・範武の二男。ホテルニューグランド社長）